# Amerikai pite: Az esküvő
Az Amerikai pite – Az esküvő (alternatív magyar címén Amerikai pite 3: Az esküvő) (eredeti cím: American Wedding) 2003-ban bemutatott amerikai tinivígjáték, az Amerikai pite filmek harmadik darabja. Ez az utolsó rész, melynek forgatókönyvét Adam Her írta. A film az előző részekben megismert Jim és Michelle esküvője körül zajlik, viszont ebben az epizódban nagyobb szerepet kap Steve Stifler, akinek a tettei mozdítják előrébb a cselekményt. Ebben a részben nem tért vissza több szereplő sem az eredeti szereplőgárdából, részint azért, mert nem vállalták a szerepet, részben pedig azért, mert nem tudták volna a szerepüket beilleszteni a cselekménybe.
A szabadtéri esküvői jelenetet a San Francisco közelében található Ritz-Carlton Half Moon Bayben forgatták.

## Cselekmény
A film elején Jim Levenstein (Jason Biggs) és Michelle Flaherty (Alyson Hannigan) együtt vacsoráznak egy étteremben, megünnepelve a diplomázásukat. Jim meg akarja kérni Michelle kezét, de az apja (Eugene Levy) felhívja telefonon, hogy otthon felejtette a gyűrűket, de ő nemsokára odaér velük. Míg Jim próbálja húzni az időt, Michelle azt hiszi, hogy ez is egy különleges szexkaland, és bebújik az asztal alá, kielégíteni Jimet. Közben az apja is megérkezik, és leül az asztalhoz, nem tudva, hogy Michelle alatta van. Beszél a fiával a lánykérés szépségeiről, mire a lány döbbenetében lefejeli az asztalt. Jim apja azt hiszi, a fia rosszul van, ezért ki akarja vinni a friss levegőre, hatalmas botrányt okozva ezzel az étteremben: az álló péniszű Jimnek ugyanis lecsúszik a gatyája. De büszkesége maradékát összeszedve még megkéri Michelle kezét, aki igent mond.
Ahogy az esküvő tervezgetése megkezdődik, Jim elkezd aggódni, hogy az egész katasztrófába fog fulladni. Michelle szüleinél már az első találkozáskor sikerül rossz pontot szereznie, amikor váratlanul beállít Stifler (Seann William Scott), és a véletlenek szerencsétlen játéka folytán úgy látszik, mintha két kutyával közösülne. Közben Michelle megtalálta álmai esküvői ruháját, de azt csak egyetlen tervező csinálja, egyetlen városban. Jim, Stifler, Kevin (Thomas Ian Nicholas) és Finch (Eddie Kaye Thomas) el is indulnak megkeresni Leslie Sommers-t, aki Chicagóban él. Keresése közben végül egy melegbárban kötnek ki. Innen majdnem sikertelenül távoznak, de miután Stifler egy táncpárbajban legyőzi a helyi keményfiút, Bear-t (Eric Allan Kramer), Leslie elvállalja, hogy megcsinálja a ruhát.
Közben megérkezik Michelle húga, Cadence is (January Jones). Stifler és Finch is ráhajtanak: Stifler próbálja adni a kifinomult műveltet, hogy meghódítsa, Finch viszont válaszul a nagyszájú nőcsábászt játssza. A tét közben már nem kisebb, mint hogy ki lesz az, aki vigyázhat Michelle gyűrűjére az esküvő napjáig. Jimnek más gondja is akad: meg akar tanulni táncolni. Stifler, aki korábban járt táncórákra, foglalkozik vele. Közben azonban titokban gőzerővel szervezi a legénybúcsút. Mindenkit meghív Jim házába, Bear még két prostituáltat is hoz magával. A gond csak az, hogy Jim erről mit sem tud, és éppen ekkorra tervezett egy pulykavacsorát otthonra Michelle szüleivel. A dolog végül katasztrofálisan sül el, de Stifler megmenti a helyzetet, ezért Michelle szülei rábízzák a gyűrűt.
Pár nappal a vége előtt történik még pár akadály. Jim egy ajándékba kapott borotvával lenyírja a fanszőrzetét, ami végül véletlenül a szellőzőrendszerben köt ki és beszennyezi az esküvői tortát. A Stiflerre bízott gyűrűt megeszi az egyik kutya, így meg kell várni, hogy kiürítse magából, de a visszaszerzés nem zökkenőmentes. Stifler a virágok tárolóhelyéül szolgáló melegházban akar szexelni Cadence-szel, de valódi énje lelepleződése után a lány kidobja. Sajnos mivel a fűtést is átkapcsolta, a virágok mind tönkremennek. Mivel mindenki kiutálja őt, elhatározza, hogy mindent helyrehoz: a lacrosse-csapat segítségével egy álomszép esküvőt készít elő. Cadence is megbocsát neki. Jim nagymamája ellenkezik a házasság ellen, mert Michelle nem zsidó, de mindez csak addig tart, amíg nem szeretkezik véletlenül Stiflerrel, aki azt hiszi, hogy Cadence várja őt a sötét sarokban.
Végül az esküvő rendben lezajlik. Cadence végül Stiflert választja, Finch pedig úgy hiszi, jobb ez így. Hamarosan felbukkan azonban Stifler mamája (Jennifer Coolidge), akivel bár bevallják egymásnak, hogy túlléptek a másikon, végül mégis a közeli forró fürdőben szeretkeznek.

## Szereplők
| Szerep                      | Színész             | Magyar hang      |
| --------------------------- | ------------------- | ---------------- |
| Jim Levenstein              | Jason Biggs         | Hevér Gábor      |
| Michelle Flaherty           | Alyson Hannigan     | Simonyi Piroska  |
| Steve Stifler               | Seann William Scott | Gáspár András    |
| Paul Finch                  | Eddie Kaye Thomas   | Minárovits Péter |
| Kevin 'Kev' Myers           | Thomas Ian Nicholas | Rajkai Zoltán    |
| Cadence Flaherty            | January Jones       | Szénási Kata     |
| Mr. Levenstein – Jim apja   | Eugene Levy         | Rosta Sándor     |
| Mrs. Levenstein – Jim anyja | Molly Cheek         | Csere Ágnes      |
| Harold Flaherty             | Fred Willard        | Balázsi Gyula    |
| Mary Flaherty               | Deborah Rush        | Vándor Éva       |
| Bear/Mr. Belvedere          | Eric Allan Kramer   | Barbinek Péter   |
| Fraulein Brandi             | Amanda Swisten      | Zakariás Éva     |
| Stifler mamája              | Jennifer Coolidge   | Orosz Anna       |
| Levenstein nagyi            | Angela Paton        | Bókai Mária      |

## Vágatlan változat
A film a későbbi DVD-kiadáson az alábbi jelenetekkel bővült, melyeket különféle okokból kihagytak:
- Jim és Michelle csókja egy kicsivel hosszabb az étteremben.
- Amikor Stifler megérkezik Jimék házába, elkezd táncolni, vulgárisan beszól két idős hölgynek, majd megiszik egy pohár pezsgőt.
- A torta betűinek átrendezgetése közben Stifler mocskos megjegyzést tesz arra, amiért nem hívták meg a "diplomaosztóra". Ugyanitt kicsit hosszabb a jelenet, ahogy megnyalja az ujját a torta után.
- Amikor Stifler a legénybúcsúról beszél, mocskosabb jelzőket használ.
- Mikor Jim táncleckéket vesz, és az esküvőről beszélnek, Stifler megrázza a heréit, kifejezéséül annak, hogy ő is jól akarja érezni magát az esküvőn.
- A legénybúcsús jelenetet újravágták, több erotikus résszel, és jó pár plusz képsor került bele.
- Stifler és Cadence hosszabban beszélgetnek az autóban.
- A szállodában Finch közreműködése miatt megszüntették Stifler szobafoglalását, ami miatt nagyon dühös lesz. Miközben emiatt balhézik, megjelenik Cadence, és hogy ne lepleződjenek le, hirtelen pont úgy kezdenek el viselkedni, ahogy korábban tette a másik. Mrs. Flaherty azonban ezt visszataszítónak találja, és elcibálja Finchet a fülénél fogva.
- Mikor Stifler a kertben a saját győztes esélyeit emlegeti Finchnek Cadence-nél, a jelenet egy kicsit hosszabb lett.
- Mikor Stifler kénytelen megenni a kutyaürüléket, kicsit hosszabb jelenetben teszi ezt.

## Filmzene
| 1. Van Morrison – "Into the Mystic" 2. Bananarama – "Venus" 3. Michael Sembello – "Maniac" 4. Belinda Carlisle – "Heaven Is a Place on Earth" 5. Foo Fighters – "Times Like These" 6. Good Charlotte – "The Anthem" 7. New Found Glory – "Forget Everything" 8. Sum 41 – "The Hell Song" 9. The All-American Rejects – "Swing, Swing" 10. Avril Lavigne – "I Don't Give" 11. Matt Nathanson – "Laid" 12. American Hi-Fi – "The Art of Losing" 13. Hot Action Cop – "Fever for the Flava" 14. Gob – "Give Up the Grudge" 15. Sugarcult – "Bouncing Off the Walls" 16. Feeder – "Come Back Around" 17. NU – "Any Other Girl" 18. The Working Title – "The Beloved" 19. Blue October – "Calling You" 20. Joseph Arthur – "Honey and the Moon" | 1. The Wallflowers – "Into the Mystic" 2. Joel Evans – "Certain Smile" 3. Daniel May – "Moonbeam Lullabye" 4. Damon Gough – "You Were Right" 5. Dos Pronto – "Breeze" 6. Everclear – "I Want to Die a Beautiful Death" 7. "Free Energy" 8. "Read My Lips" 9. "Don't Stop" 10. Eurythmics – "Sweet Dreams (Are Made of This)" 11. Duran Duran – "Reflex" 12. Sugababes – "Round Round" 13. Molly Pasutti, Jamie Dunlap, Scott Nickoley – "Questions" 14. "The Message" 15. Dos Pronto – "Can't Be That Hard" 16. Baha Men – "Summertime Girls" 17. Groove Armada – "I See You Baby" (Fatboy Slim Remix) 18. The Libertines – "Time for Heroes" 19. Norah Jones – "The Long Day is Over" 20. Jungle Brothers – "Freakin' You" 21. Joan Jett & The Blackhearts – "Do You Wanna Touch Me? (Oh Yeah!)" |

## Díjak, jelölések
| Év   | Díj                | Kategória                              | Jelölt                         | Eredmény |
| ---- | ------------------ | -------------------------------------- | ------------------------------ | -------- |
| 2004 | MTV Movie Awards   | Legjobb táncjelenet                    | Seann William Scott            | Elnyerte |
| 2004 | Teen Choice Awards | Filmes gonosztevő                      | Seann William Scott            | Elnyerte |
| 2004 | Teen Choice Awards | Film, amit a szüleid nem akarnak látni |                                | Elnyerte |
| 2004 | Teen Choice Awards | Legjobb filmvígjáték                   |                                | Jelölve  |
| 2004 | Teen Choice Awards | Legjobb férfi főszereplő (vígjáték)    | Seann William Scott            | Jelölve  |
| 2004 | Teen Choice Awards | Legjobb női főszereplő (vígjáték)      | Alyson Hannigan                | Jelölve  |
| 2004 | Teen Choice Awards | Legjobb filmes arcpirító jelenet       | Seann William Scott            | Jelölve  |
| 2004 | Teen Choice Awards | Legjobb filmes hiszti                  | Jason Biggs                    | Jelölve  |
| 2004 | Teen Choice Awards | Legjobb filmes csók                    | Jason Biggs és Alyson Hannigan | Jelölve  |

## Érdekességek
- A film eredeti forgatókönyvében még arról volt szó, hogy Stifler mamája újra összeházasodik Stifler apjával, amit Finch meg akar akadályozni. Az apa szerepére Tim Allen-t vagy Chris Penn-t képzelték el.
- Ebből az epizódból hiányzik a régi stáb több tagja is: Chris "Oz" Ostreicher (Chris Klein), Chuck Sherman (Chris Owen), Heather (Mena Suvari), Vicky (Tara Reid), Nadja (Shannon Elizabeth), Matt Stifler (Eli Marienthal), Jessica (Natasha Lyonne), és Tom Myers (Casey Affleck) is kimaradtak. A készítők indoklása szerint azért, mert nem tudták volna őket elég jól beleilleszteni a sztoriba, kivéve Oz-t, de végül ő is kimaradt.
- Ez a sorozat egyetlen része, amely 2:35-ös, anamorfikus képaránnyal került rögzítésre.